# 德雷克 (伊利諾伊州)
德雷克（英語：Drake）是位於美國伊利諾伊州格林縣的一個非建制地區。該地的面積和人口皆未知。

## 地理
德雷克的座標為39°27′31″N 90°28′25″W / 39.45861°N 90.47361°W，而該地的平均海拔高度為176米（即577英尺）。